# Yuejin Shuiku (reservoar i Kina, Yunnan, lat 26,69, long 103,31)
Yuejin Shuiku är en reservoar i Kina. Den ligger i provinsen Yunnan, i den sydvästra delen av landet, omkring 190 kilometer norr om provinshuvudstaden Kunming. Yuejin Shuiku ligger 2 487 meter över havet. Arean är 4,7 kvadratkilometer. Trakten runt Yuejin Shuiku består till största delen av jordbruksmark. Den sträcker sig 3,0 kilometer i nord-sydlig riktning, och 6,5 kilometer i öst-västlig riktning.
Genomsnittlig årsnederbörd är 898 millimeter. Den regnigaste månaden är juli, med i genomsnitt 197 mm nederbörd, och den torraste är januari, med 6 mm nederbörd.